# Мухриддин, Сироджиддин
Сироджиддин Мухриддин (тадж. Сироҷиддин Мӯҳриддин; при рождении Сироджиддин Мухриддинович Аслов; род. 17 февраля 1964, Советский район (ныне в Хатлонской области), Таджикская ССР, СССР) — таджикский государственный деятель и дипломат. Министр иностранных дел Республики Таджикистан (с 2013).

## Биография

### Образование
В 1986 году окончил Одесский гидрометеорологический институт.
В 2002 году окончил Ташкентский государственный экономический университет.
Владеет английским, персидским, узбекским, урду и русским языками.

### Карьера в метеослужбе
В 1986—1992 годах — инженер, главный инженер-агрометеоролог Центра гидрометеорологии Главного управления метеорологии Министерства охраны природы Таджикской ССР.
В 1992—1995 годах — заместитель начальника, начальник управления Министерства охраны окружающей среды Республики Таджикистан.
В 1995—1996 годах — заместитель начальника Главного управления метеорологии Министерства охраны окружающей среды Республики Таджикистан.
С 15 мая 1995 года — член организационного комитета по разработке Государственной экологической программы Республики Таджикистан.

### Дипломатическая карьера
С 1996 года работал в Исполнительном комитете Международного фонда по спасению Арала.
В 1997—2002 годах — полномочный представитель Республики Таджикистан в Исполнительном комитете Международного фонда спасения Арала (Ташкент).

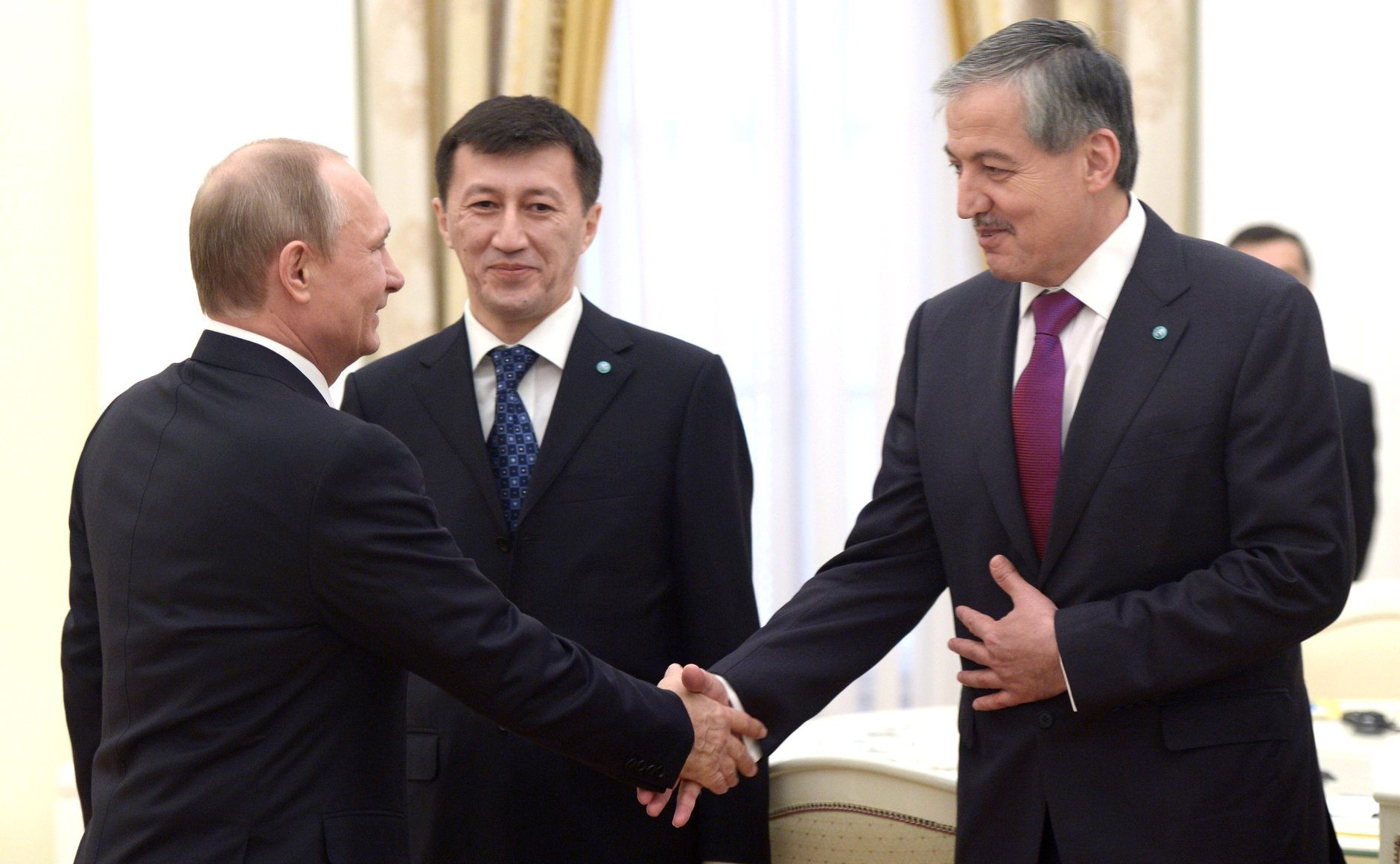
Владимир Путин с министром иностранных дел Таджикистана Сироджидином Асловым (справа),
3 июня 2015 года

В 2002—2005 годах — председатель Исполнительного комитета Международного фонда спасения Арала (Душанбе).
В 2004—2005 годах — первый заместитель министра иностранных дел Таджикистана.
С апреля 2004 года по ноябрь 2005 года — национальный координатор Республики Таджикистан по делам Шанхайской организации сотрудничества.
С 2005 года — постоянный представитель Таджикистана при ООН, а с 2011 года, по совместительству, Чрезвычайный и Полномочный Посол Таджикистана на Кубе.
С 29 ноября 2013 года — министр иностранных дел Республики Таджикистан.

## Дипломатический ранг
- Чрезвычайный и полномочный посол.

## Награды
- Орден «Слава» («Шараф») II степени (28 августа 2010 года).
- Орден Дружбы (13 февраля 2017 года, Россия) — за большой личный вклад в развитие российско-таджикских отношений, укрепление дружбы, сотрудничества и взаимопонимания между народами[3].
- Орден «Фидокорона хизматлари учун» (29 августа 2018 года, Узбекистан) — за большой вклад в укрепление многовековых отношений дружбы и добрососедства между братскими народами Узбекистана и Таджикистана, активную и плодотворную деятельность по расширению культурно-гуманитарных связей, бережному сохранению и приумножению общего исторического наследия, духовных ценностей и традиций, заслуги в развитии взаимовыгодного торгово-экономического сотрудничества, всестороннего стратегического партнёрства наших стран[4].